# 大黒屋庄六
大黒屋 庄六（だいこくや しょうろく、享保12年（1727年） - 寛政2年7月4日（1790年8月14日））は、江戸時代中期の吉原の町人、狂歌師。片岡氏。俳名を秀民、狂名を俵小槌と称した。

## 生涯
尾張国知多郡坂井村の人。宝暦・明和年間には同地に由縁を持ち吉原に進出している「大黒屋」の屋号が散見されており、吉原と関係の強い一族だったものと考えられる。大黒屋庄六は明和6年（1769年）に吉原角町に商家として出店し、安永5年（1776年）からは妓楼「甲子楼」を経営した。
安永8年（1779年）吉原仲之町で初めて検番を開業した。当時、遊女屋に所属しない芸者は、揚げ代を全て自らの収入にしていたため、店抱えの芸者衆より不公平の感があった。また密かに遊女営業を行うため風紀の乱れるところがあったため、それらの是正を目的としていた。さらに、その収益より廓内の道路や下水の整備、日本堤の補修、火消の設置などを手掛けた。
庄六は十八大通に数えられる通人として知られ、天明狂歌が流行すると吉原連に属して俵小槌の狂名を用いた。また安永9年（1780年）初演の浄瑠璃『碁太平記白石噺』に主人公姉妹を助ける遊女屋「大福屋惣六」が登場するが、これは庄六がモデルである。
寛政2年（1790年）64歳で没。法号は本空桂翁庵主、浅草の広徳寺に葬られた。